# Swipp
Swipp  var en betalingsapplikation, der blev udviklet i et samarbejde mellem Nordea, Nykredit, Arbejdernes Landsbank, Spar Nord, Sydbank, Jyske Bank og Lokale Pengeinstitutter. I app'en kunne private forbrugere foretage pengeoverførsler mellem konti ved hjælp af et mobiltelefonnummer. Systemet var et samarbejde mellem førnævnte pengeinstitutter og blev udviklet af det danske selskab Bankdata. Danske Bank var oprindelig en del af samarbejdet, men valgte i 2012 at gå solo og lancere sin egen løsning − MobilePay.
Swipp blev officielt udgivet den 13. juni 2013, da Jyske Bank opdaterede sin mobile platform.
Swipp havde imidlertid vanskeligt ved at opnå markedsandele, og måtte konstatere, at markedet i vidt omfang foretrak Danske Banks mobilapp MobilePay. Som følge af den manglende succes for Swipp trak Nordea sig ud af samarbejdet den 13. oktober 2016 for at tilslutte sig MobilePay i stedet, og to uger senere meddelte Jyske Bank, at de ligeledes ville trække sig ud af samarbejdet.
Swipp-samarbejdet ophørte i november 2016. Dele af produktet blev integreret i MobilePay. Forventet antal transaktioner i 2016 er 5 millioner i Swipp, og 180 millioner i MobilePay. Den 1. december 2016 meddelte Swipp at man fyrede alle ansatte fra 1. marts 2017. Pengeinstitutterne bag Swipp beslutter at gå ind i MobilePay-samarbejdet og meddeler, at Swipp lukker pr. 28. februar 2017.

## Fodnoter
1. ↑  Følgende banker står bag løsningen, der er udviklet af Bankdata: Nordea, Nykredit, Arbejdernes Landsbank, Spar Nord, Sydbank, Jyske Bank og Lokale Pengeinstitutter.
2. ↑  Kun Jyske Mobilbank.
3. ↑  Funktionen er en integreret del af de involverede bankers mobile bank-løsninger, hvorfor størrelse varierer.